# Girls' Generation-Oh!GG
Girls' Generation-Oh!GG  (coréen : 소녀시대-Oh!GG) est le deuxième sous-groupe issus du groupe féminin sud-coréen Girls' Generation, formé par SM Entertainment. Il est composé de cinq membres de Girls' Generation : Taeyeon, Sunny, Hyo-yeon, Yuri et Yoona. Le groupe débute le 5 septembre 2018 avec la chanson 몰랐니 (Lil' Touch).
La signification du nom du sous-groupe est la suivante : Oh en coréen signifie le chiffre cinq comme le nombre de membres dans ce sous-groupe et en anglais c'est une exclamation de surprise. Ensuite, GG est connu pour être l'abréviation du nom du groupe. Enfin, l'ensemble Oh-GG ressemble phonétiquement au mot coréen 오지다 (Ojida) signifiant l'intelligence et impeccable. Il a été dit que ce nom a été trouvé grâce aux membres elles-mêmes.

## Histoire

### 2018: Débuts
Peu après les événements de 2017 touchant Girls' Generation (le non-renouvellement des contrats de Tiffany, Sooyoung et de Seohyun), les fans et le groupe lui-même avaient un futur très flous. Pour certains, le groupe était séparé, d'autres disaient que les trois membres cités au-dessus avaient quitté le groupe, et d'autres hypothèses ont pu être formulées. Cependant le départ des trois membres n'a toujours pas été confirmé.
Arrive donc ensuite la décision des activités concernant les cinq membres qui sont restées en contrat avec la SM Entertainment. Après avoir fait une première partie de l'année 2018 en solo (mini-album, émissions, dramas, etc.), le 2 août, il a été annoncé qu'un nouveau sous-groupe allait débuter dans la deuxième moitié de l'année. Puis le 27 août, des détails comme la composition du sous-groupe, le nom de celui-ci, le titre de leur single de début et la date ont été dévoilés. La date de début a été choisi un exactement un mois après leur 11e anniversaire (le 5 août 2018). Leur single de début contiendra le titre phare ainsi qu'une deuxième chanson intitulée 쉼표 (Fermata).
Vers le début de l'été, les cinq membres du sous-groupe étaient partis tourner une émission dans le sud de la France. Depuis, presque aucune information officielle n'avait été donnée. Mais le 28 août, des confirmations sont faites, par exemple, sur la date et les chaînes de diffusion. Le nom de l'émission avait déjà été donné par le réalisateur de l'émission et par certaines membres via les réseaux sociaux, ainsi le nom de l'émission sera Girls For Rest.
Le 29 août, des photos individuelles sont publiées ainsi que des commentaires de la part des membres. Concernant le nom du sous-groupe, c'est Hyo-yeon qui l'avait d'abord proposé ; en se demandant comment les fans internationaux pouvaient réagir à l'annonce d'une sous-unité, elle a pensé à l'exclamation « Oh ». Ce à quoi Sunny a pensé être une excellente idée, mais ne savait pas que ce nom allait vraiment être retenu. Yuri a pensé que le « Oh! » pouvait être une onomatopée de surprise utilisée par les fans pour décrire le groupe. Concernant la chanson titre, Taeyeon a commenté en disant que c'était la première fois qu'elles ont filmé un clip à cinq ainsi que dansé à cinq seulement et qu'il pourra paraître être difficile de comprendre et d'aimer la chanson à la première écoute, mais qu'au bout de la troisième se sera bon,. Yoona a avoué préférer la deuxième chanson : Fermata.
À l'occasion de leur début, le sous-groupe a réalisé un VLive le jour même.
À la sortie du clip du titre, le sous-groupe réalise de nouveaux records : il devient ainsi le groupe ayant eu le plus de vues en 24 heures parmi les artistes de la SM Entertainment, ainsi que le groupe ayant eu le plus de vues en 24 heures pour une vidéo de début. La vidéo atteint les 1 million de « j'aime » en un peu plus d'un jour, soit un record pour le groupe.

### 2019: Une année plutôt silencieuse
Malgré l'absence d'activités en sous-groupe, les membres restent activent individuellement (solos, fanmeeting, drama, etc).  

## Membres
Le sous-groupe, formé en 2018, est composé de cinq membres :
| Nom de scène | Nom de scène | Nom de naissance | Nom de naissance | Date de naissance | Nationalité             | Position                                                                |
| Romanisé     | Coréen       | Romanisé         | Coréen           | Date de naissance | Nationalité             | Position                                                                |
| ------------ | ------------ | ---------------- | ---------------- | ----------------- | ----------------------- | ----------------------------------------------------------------------- |
| Taeyeon      | 태연         | Kim Tae Yeon     | 김태연           | 9 mars 1989       | Sud-coréenne            | Chanteuse, unnie (La plus âgée)                                         |
| Sunny        | 써니         | Lee Sun Kyu      | 이순규           | 15 mai 1989       | Américano/ Sud-coréenne | Chanteuse                                                               |
| Hyoyeon      | 효연         | Kim Hyo Yeon     | 김효연           | 22 septembre 1989 | Sud-coréenne            | Rappeuse, danseuse, chanteuse                                           |
| Yuri         | 유리         | Kwon Yu Ri       | 권유리           | 5 décembre 1989   | Sud-coréenne            | Danseuse, rappeuse, chanteuse, visuelle                                 |
| Yoona        | 윤아         | Im Yoon Ah       | 임윤아           | 30 mai 1990       | Sud-coréenne            | Leader, danseuse, rappeuse, chanteuse, visuelle, maknae (la plus jeune) |

## Discographie

### Chansons
| Année                                                            | Titre               | Meilleure position | Album                            |
| Année                                                            | Titre               | COR                | Album                            |
| ---------------------------------------------------------------- | ------------------- | ------------------ | -------------------------------- |
| 2018                                                             | Lil' Touch (몰랐니) | 7                  | Lil' Touch                       |
| 2018                                                             | Fermata (쉼표)      | —                  | Lil' Touch                       |
| 2021                                                             | Melody              | —                  | 2021 Winter SMTOWN: SMCU Express |
| "—" signifie que le titre ne s'est pas classé dans cette région. |                     |                    |                                  |

## Filmographie

### Télé-réalité
| Année | Titre          | Chaînes                | Source |
| ----- | -------------- | ---------------------- | ------ |
| 2018  | Girls For Rest | Naver TV V-Live JTBC 2 | [ 14 ] |